# Broje
Broje (nemško Frojach) je naselje v Občini Rožek v Okraju Beljak-dežela na Koroškem v Avstriji.